# Onarheim
Onarheim är en by som ligger på östsidan av ön Tysnesøy i Tysnes kommun i Vestland fylke i västra Norge. Ortens postnummer är 5694. Byn har en egen skola från 1957, och en förskola. 
Onarheims kyrka ligger här.